# Montlaux
Montlaux ist eine französische Gemeinde mit 211 Einwohnern (Stand 1. Januar 2022) im Département Alpes-de-Haute-Provence in der Region Provence-Alpes-Côte d’Azur. Sie gehört zum Kanton Forcalquier im Arrondissement Forcalquier.

## Geographie
921 Hektar der Gemeindegemarkung sind bewaldet. Montlaux grenzt im Norden an Cruis, im Osten an Mallefougasse-Augès, im Südosten an Peyruis (Berührungspunkt) und Sigonce, im Südwesten an Revest-Saint-Martin und im Westen an Saint-Étienne-les-Orgues.

## Bevölkerungsentwicklung
| Jahr      | 1962 | 1968 | 1975 | 1982 | 1990 | 1999 | 2008 | 2012 |
| --------- | ---- | ---- | ---- | ---- | ---- | ---- | ---- | ---- |
| Einwohner | 89   | 87   | 91   | 118  | 117  | 132  | 133  | 115  |